# Flesberg stavkirke
Flesberg stavkirke er en stavkirke fra middelalderen i Flesberg kommune i Viken.
Kirken er opført i sidste halvdel af 1100-tallet eller første halvdel af 1200-tallet. Den nævnes i skriftlige kilder første gang i 1359. Den blev udvidet til korskirke i 1735, men den vestlige korsarm er en del af den oprindelige kirke.
Kirken er stadig i brug i dag som almindelig sognekirke.

## Galleri
- Vestportalen
- Inde i kirken
- Lysekrone
- Inventar - Claus
- Inventar - Magdalene
- Prekestol - Lemviig
- Diverse inventar
- Maleri af sognepræst Berthelsen
- Gamle gravstene på kirkegården
- Fra kirkegården
- FlesBerg [Sødre?] OHSL 1650 - 1751
- Bænke med nummer og navn.
- Gærde omkring kirken af store stenheller
- Stor stenhelle med jernring.
- "Hestegården" med tjoringssteiner.
- Årstallet her synes at være 1661